# Lebić
Lebić ili garbin (tal. garbino od srednjovj. lat. garbinus, prema arap. garbī: zapadni) je vlažan i topao jugozapadni vjetar na istočnom Sredozemlju s obilnim oborinama. Često nastaje nakon juga kada ciklona odmiče prema sjeveroistoku. Zimi može biti vrlo snažan. Za razliku od juga, koji velike valove stvara na otvorenom moru, puše okomito prema kopnu stvarajući velike valove uz obalu. Primjerice, tijekom snažnoga garbina (lebićade) 1999. bila je poplavljena splitska riva, a valovi su dosezali Dioklecijanovu palaču. Javlja se sa zapada ili jugozapada. Tijekom ljeta donosi svježinu, a za vrijeme zime kišu i snijeg. 

## Vjetrovi na Jadranu
Mnogi, osobito lokalni vjetrovi imaju svojstvena imena, od kojih su se neka kod nas sačuvala od davnine. Među poznatije vjetrove u primorju ubrajaju se bura, garbin, jugo, levant, maestral, oštro, pulenat, tramontana. Režim vjetra na nekome mjestu može se grafički prikazati s pomoću ruže vjetrova. Prema jakosti vjetrovi se nazivaju tišina (kad nema vjetra), lahor, povjetarac, slab vjetar, umjeren vjetar, jak vjetar, olujni vjetar, orkanski vjetar i orkan.
Najjači vjetrovi u Hrvatskoj su bura koja puše s kopna prema moru, iz pravca sjeveroistoka i jugo koje puše iz pravca jugoistoka. Bura uobičajeno traje 3 dana i karakteristično je da puše "na refule", to jest na mahove i osobito je jaka u podvelebitskom kanalu na području Senja, no i u Bakru dosiže i do 180 km/h.
Godine 1988. u Dubrovačkoj zračnoj luci izmjerena je vrijednost od 44,3 m/s (159,5 km/h), na Marjanu je 1994. izmjerena brzina bure od 48,5 m/s (174,6 km/h), u Novalji 1995. je izmjereno 39,9 m/s (143,9 km/h). Godine 1996. na Krčkom mostu izmjereno je 58,9 m/s (212 km/h), a 2002. u Makarskoj je zabilježeno 49,9 m/s (179,6 km/h). Najsnažniji udar bure u Hrvatskoj, izmjeren je 24. prosinca 2003., na autocesti A1, između tunela Sveti Rok i Maslenice, na vijaduktu Božići, jedan od rijetkih instrumenata za mjerenje brzine vjetra koji je uopće uspio neoštećen izdržati nalete vjetra, zabilježio je tada brzinu od 307 km/h, što je najveća ikad izmjerena brzina vjetra u Hrvatskoj. Zbog toga što taj mjerni instrument nije bio predviđen za tolike iznose (radi se o instrumentu tvrtke "VAISALA" Wind Set WA15), podatak se ne uzima kao službeni te kao službeno najjači udar vjetra iz NNE smjera u Hrvatskoj i dalje vrijedi onaj od 21. prosinca 1998. s Masleničkog mosta od 248 km/h (69,0 m/s).
Jugo uzrokuje valove koji "valjaju" i na plovilu se teže podnose od valova po buri. Uz pojam vjetra veže se i pojam nevera koji označava nevrijeme, odnosno vrijeme vrlo loše za boravak na moru. Za plovila su opasni i iznenadni neverini (kako i ime govori, manje i kraće nevere) koji kratkotrajno mogu dići neugodno visoke valove.

### Zmorac i burin
Zmorac ili smorac je slabi ljetni dnevni vjetar koji puše s mora na kopno u sustavu obalnoga kruženja zraka. Nastaje kada je najniži sloj zraka iznad mora hladniji od zraka nad kopnom. Na istočnoj obali Jadrana pojavljuje se poglavito u neporemećenim vremenskim uvjetima, i to ondje gdje otoci ne smetaju njegovu razvoju. Počinje kao slab jugoistočni vjetar u prijepodnevnim satima, zatim skreće na jug te jugozapad i predvečer se stišava kao sjeverozapadnjak. Najjači je u rano poslijepodne kada je temperaturna razlika kopna i mora najveća, te donosi osvježenje. Često ga se miješa s maestralom.
Burin ili kopnenjak (prema mlet. tal. borin, deminutiv od bora: bura) je slab ljetni vjetar koji puše noću i u prvom dijelu jutra od kopna prema moru u sustavu obalnoga kruženja zraka. Posljedica je bržeg hlađenja kopna, što uzrokuje da prizemni sloj zraka nad kopnom postane hladniji nego nad morem.